# Fête de la Communauté flamande

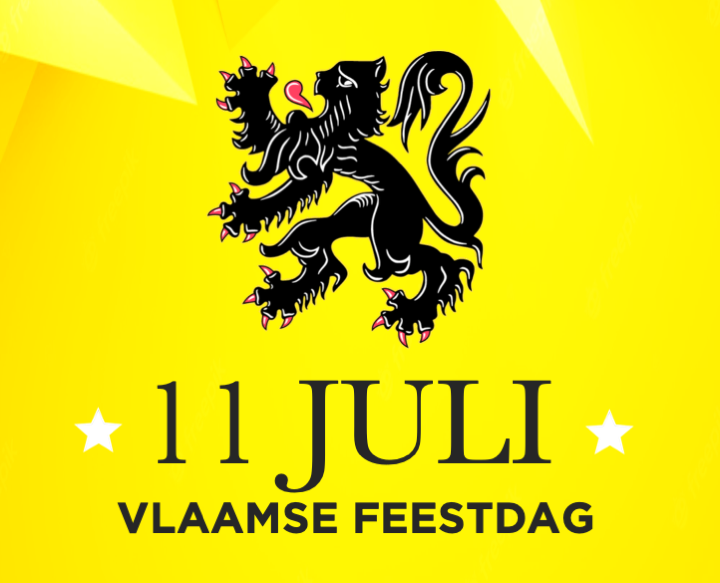
Logo de l'événement.

La fête de la Communauté flamande est la fête annuelle de la communauté et de la région flamande. Elle tombe le 11 juillet. 

## Jour férié
C'est un jour de congé obligatoire pour les fonctionnaires flamands. Certains secteurs comme les banques sont fermés, mais pour les autres travailleurs le jour n'est pas férié.
En faire un jour férié à l'échelle de la région est une revendication des nationalistes flamands, avec plusieurs propositions de loi déposées en ce sens par la N-VA ou le Vlaams Belang depuis 2007.
En 2022, le gouvernement flamand demande au gouvernement fédéral l'autorisation aux régions de pouvoir mettre en place des jours fériés régionaux. Si le ministre du travail Pierre-Yves Dermagne ne s'y oppose pas, le gouvernement flamand souhaite compenser ce nouveau jour férié par la suppression d'un autre ou une journée de travail supplémentaire.
L'accord de gouvernement pour la coalition Arizona qui mène au gouvernement De Wever prévoit la possibilité pour les régions de mettre en place leurs jours fériés, mais cela ne doit pas nuire à la compétitivité. Pour ce faire est étudiée la suppression d'un jour férié comme l'Assomption le 15 août ou la récupération des jours fériés tombant un dimanche. La question des entreprises présentes à la fois en Flandre et à Bruxelles ou en Wallonie se pose également.

## Histoire
Depuis 1973, il commémore la bataille des Éperons d'Or (Guldensporenslag) ou la Bataille de Courtrai, qui eut lieu le 11 juillet 1302 à Courtrai, durant laquelle des milices des villes du comté de Flandre ont vaincu une armée de chevaliers français. Les milices flamandes consistaient principalement en une armée civile d’artisans et d’agriculteurs, appuyées par des milices venues de Zélande et de Namur, aidés de corps brabançons,. Cette bataille est restée dans l'histoire sous le nom de « bataille des Éperons d'Or », car les troupes flamandes victorieuses ramenèrent comme trophées les éperons d'or de tous les chevaliers tombés dans la bataille. Ces trophées ornèrent l'église Notre-Dame de Courtrai (nl) avant d'être récupérés par la France et installés à Dijon.

## Événements

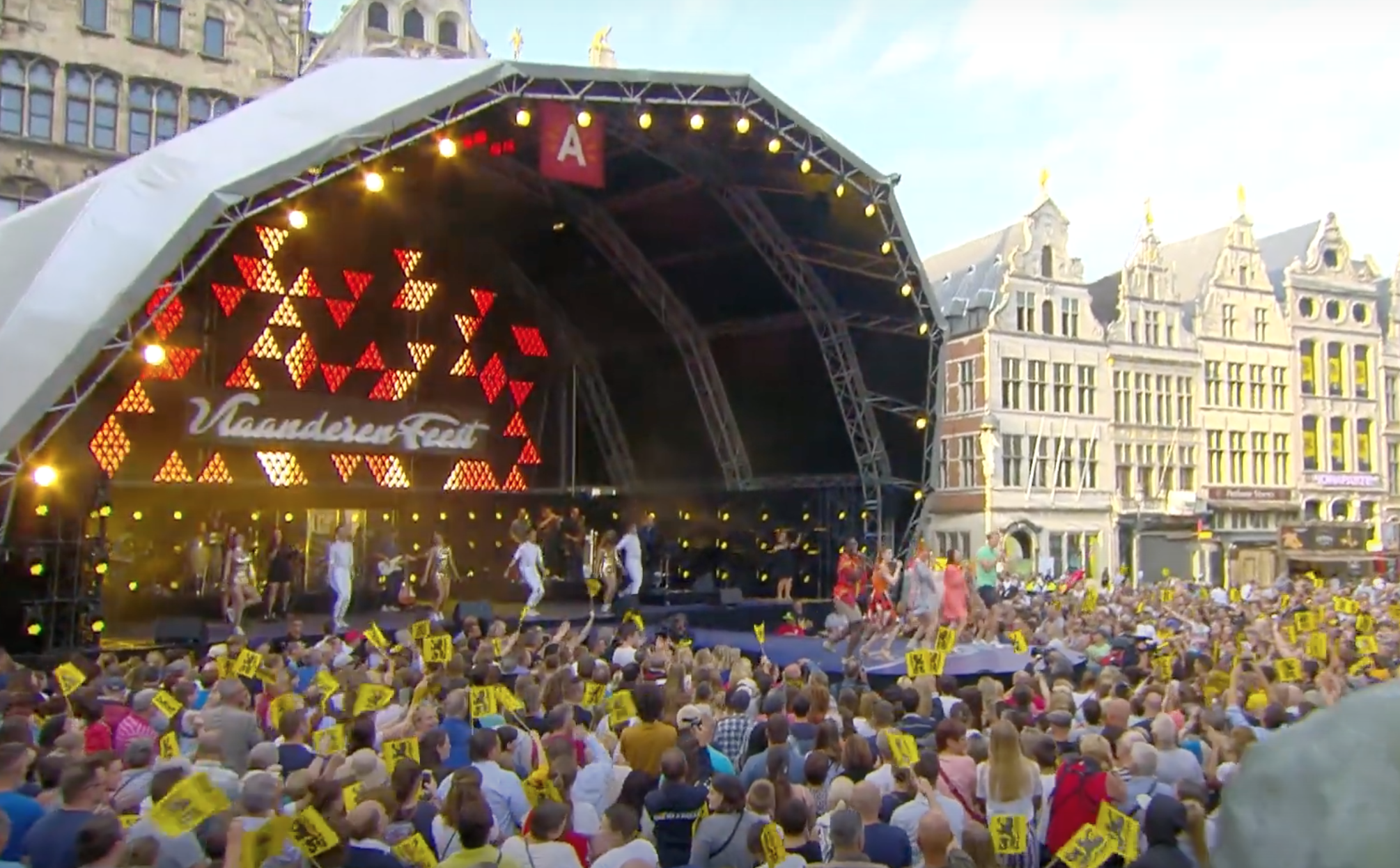
Concert Vlaanderen Feest à Anvers en 2019.

Sur recommandation du gouvernement flamand, les décorations décernées par la Communauté flamande sont attribuées ce jour-là.
Plusieurs événements festifs ont lieu lors de cette journée.

### Crédits d'auteurs
- (nl) Cet article est partiellement ou en totalité issu de l’article de Wikipédia en néerlandais intitulé « Feestdag van de Vlaamse Gemeenschap » (voir la liste des auteurs).
- Cet article est partiellement ou en totalité issu de l'article intitulé « Bataille de Courtrai (1302) » (voir la liste des auteurs).